# L'amore non è amore senza te/Gira...gira...
L'amore non è amore senza te/Gira... gira... è l'ottantunesimo singolo 45 giri di Peppino di Capri.

## Il disco
Entrambi i brani sono cover italiane di brani stranieri di grande successo anche in Italia.
La prima canzone è la versione italiana di All I see is you portata al successo da Dusty Springfield. Questa versione tuttavia è meno nota rispetto alla versione originale inglese.
Gira... gira... è invece la traduzione della celeberrima Reach Out I'll Be There dei Four Tops portata al successo in Italia anche da Rita Pavone con un testo diverso. Entrambi i brani nelle versioni del cantante campano tuttavia non avranno lo stesso riscontro delle altre incisioni.
La copertina raffigura una striscia di pellicola con alcuni fotogrammi di primi piani del cantautore. Entrambi i brani non saranno successivamente ripubblicati in nessun album di Di Capri.

## Tracce
Lato A
- L'amore non è amore senza te (testo italiano di Giuseppe Cassia e Mario Cenci, testo originale di Ben Wiseman, musica di Clive Westlake)

Lato B
- Gira... gira... (testo italiano di Giuseppe Cassia e Mario Cenci, testo e musica originali degli Holland-Dozier-Holland)

## Formazione
- Peppino di Capri - voce, pianoforte
- Mario Cenci - chitarra, cori
- Ettore Falconieri - batteria, percussioni
- Pino Amenta - basso, cori
- Gabriele Varano - sassofono, cori

## Fonti
- Banca dati online opere musicali della SIAE